# Europäische Städtecharta
Die Europäische Städtecharta in ihren beiden Versionen aus den Jahren 1992 und 2008 wurde vom Kongress der Gemeinden und Regionen des Europarates verabschiedet.

## Europäische Städtecharta (1992)
Die erste Europäische Städtecharta wurde vom Kongress am 18. März 1992 verabschiedet. Sie war die erste Initiative dieser Art und ein Meilenstein in der Anerkennung der Bedeutung der Entwicklung der Städte für unsere Gesellschaft.
Erstmals wurden gemeinsame Prinzipien entwickelt, um die nationalen Politiken an die Bedürfnisse der Städte anzupassen.
Ziele der ersten Europäischen Städtecharta waren insbesondere:
- Eine praktische Hilfestellung und ein Handbuch des Stadtmanagement für Kommunen zur Verfügung zu stellen.
- Die wichtigsten Elemente eines möglichen Abkommen über die Rechte der Städte vorzulegen.
- Die Basis eines internationalen Auszeichnungssystems für die Städte zu sein, die sich den Prinzipien der Charta verpflichten.
- Eine Visitenkarte des Europarates in Fragen bezüglich des Zusammenhangs mit der gebauten Umwelt darzustellen und gleichzeitig die Erkenntnisse, die aus der Arbeit des Europarates folgen, insbesondere die des KGRE, zu Fragen der Stadt darzustellen.

Die Charta enthält Empfehlungen des Kongresses und soll die weitere Entwicklung der Städte und ihrer Umwelt im Sinne und gemeinsam mit der Bevölkerung fördern.
Die Charta soll als eine praktische Hilfestellung für die gewählten Kommunalpolitiker in den wichtigsten lokalen Politikfeldern dienen. Ziel ist es, Städte zu einem guten Ort des Arbeitens und Lebens zu machen, in dem sich alt und neu ergänzen.
Die Europäische Städtecharta tritt außerdem für eine neue Verkehrs- und Energiepolitiken ein. Städte sollen Orte des Miteinanders sein, sie sollen Menschen verbinden und nicht ausschließen und müssen sich Benachteiligten und Behinderten öffnen. Europäische Städte sind Städte, die sich um ihre Umwelt kümmern und nachhaltige Entwicklung und gemeinsame Planungen über einen langen Zeitraum fördern. Sport, Kultur und Integration der Gemeinden verbessern die Lebensqualität der Einwohner und die Stadt als solche stellt einen Faktor in der wirtschaftlichen Entwicklung dar.
Illustriert und untermauert werden die Prinzipien der Städtecharta durch die vielen Studien und Publikationen des Kongresses, die einzelne Aspekte der Charta betreffen.

## Europäische Städtecharta II – Manifest für eine neue Urbanität (2008)
Im Jahr 2008 hat der Kongress eine neue Städtecharta, die Europäische Städtecharta II – Manifest für eine neue Urbanität, vorgelegt. Die neue Städtecharta soll die in der Städtecharta enthaltenen Grundsätze neu gestalten, ergänzen und aktualisieren und damit auf die weitreichenden Veränderungen in Gesellschaft, Wirtschaft und Kultur eingehen, die dazu geführt haben, dass sich Städte heute ganz neuen Herausforderungen stellen müssen. Die Europäische Städtecharta II wurde am 28. Mai 2008 durch die Kammer der Gemeinden und am 29. Mai 2008 vom Kongress der Gemeinden und Regionen des Europarates angenommen.
Nach einer Einleitung betont die Charta insbesondere fünf Prinzipien, die angerissen und im darauf folgenden Text ausführlicher beschrieben werden:
- Die europäischen Städte gehören ihren Stadtbewohnern-Bürgern, sie sind ein wirtschaftliches, soziales und kulturelles Gut, das die zukünftigen Generationen erben werden.

- Die europäischen Städte sind angesichts der großen globalen Herausforderungen, vor denen wir stehen, der Ort für einen historischen Kompromiss zwischen Wirtschaft, sozialen Beziehungen und Umwelt.

- Die europäischen Städte sind dafür verantwortlich, ein Modell für die Stadtregierung zu entwickeln, bei dem die neuen Anforderungen der Demokratie berücksichtigt werden, insbesondere die Beteiligung. Sie sind von Vorteil für die notwendige demokratische Belebung unserer Gesellschaft.

- Die europäischen Städte begünstigen die kreative Vielfalt, sie vereinen bedeutende innovative Kräfte. Sie sind ein privilegierter Ort für die individuelle Entwicklung und den Zugang zu Wissen und Kenntnissen. Sie sind in der Lage, die Identität und die verschiedenen Kulturen der anderen zu integrieren und sich gegenseitig zu bereichern.

- Die europäischen Städte sind heute die treibende Kraft für den Wohlstand und stark an der Globalisierung beteiligt. Sie sind ein Ort, an dem die Wissensökonomie, die die Zukunft des Wirtschaftswachstums in Europa ist, sich optimal entwickeln kann.

Die Europäische Städtecharta erstellt damit gemeinsame europäische Prinzipien und Konzepte, die es den Städten ermöglichen, sich den heutigen Herausforderungen der städtischen Gesellschaft zu stellen und die Perspektive einer neuen Urbanität, das heißt eine gemeinsame Lebensart und eine neue Kultur des Lebens der Stadt für die Hauptakteure der städtischen Entwicklung und für die europäischen Stadtbürger zu entwickeln.